# Pieter de Jode den äldre

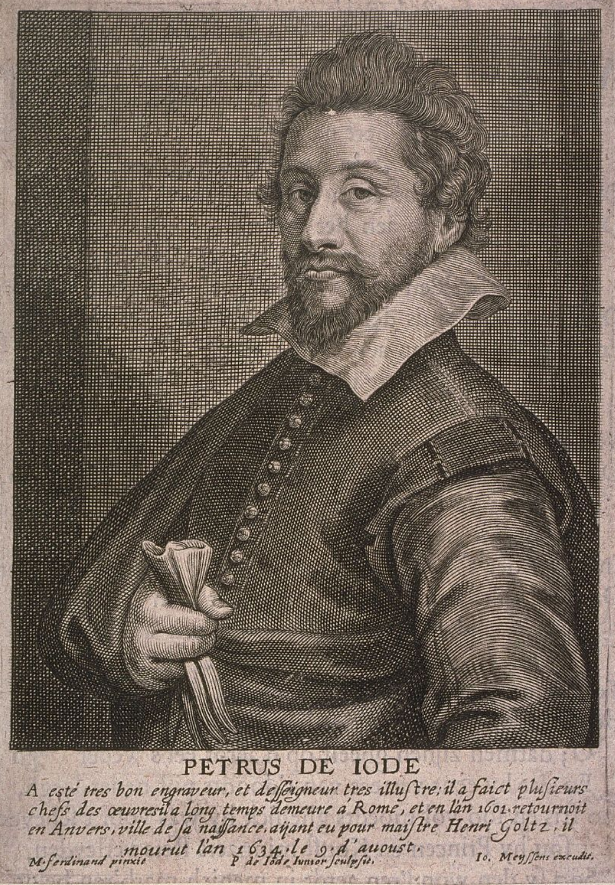
Pieter de Jode den äldre, kopparstick av sonen, Pieter de Jode den yngre.

Pieter de Jode den äldre, född 1570, död 9 augusti 1634, var en nederländsk kopparstickare. Han var far till Pieter de Jode den yngre.
Pieter de Jode stack bland annat efter arbeten av Peter Paul Rubens, Anthonis van Dyck och Tizian. Jodes Yttersta domen, graverad på 12 plattor, är ett av de till formatet största kopparstick som finns.